# Augustin Mouchot
Augustin Mouchot (Semur-en-Auxois, 7 de Abril de 1825 — Paris, 4 de Outubro de 1912) foi um professor e engenheiro que se notabilizou como um dos pioneiros do estudo e aproveitamento da energia solar.

## Biografia
Iniciou a sua vida profissional como professor do ensino elementar, ensinando nas escolas primárias de Morvan e depois de Dijon. Prosseguiu estudos e diplomou-se em Matemática e licenciou-se em Ciências Físicas no ano de 1853. Passou então a exercer funções de professor liceal, ensinando Matemática nos estabelecimentos secundários de Alençon, Rennes e depois no liceu de Tours(1864–1871).
O seu interesse pela energia solar surgiu em 1860, ano em que construiu um forno solar, prolongando os trabalhos de Horace-Bénédict de Saussure e de Claude Pouillet. O seu objectivo era encontrar uma fonte de energia alternativa ao carvão, material que previa ter as suas jazidas esgotadas.
Em 1866 inventou o primeiro motor solar equipado com um reflector parabólico e uma caldeira cilíndrica em vidro, a qual alimentava uma pequena máquina a vapor. A máquina foi apresentada a Napoleão III, depois exposta, tendo desaparecido durante o Cerco de Paris de 1870.
Em 1871, uma subvenção do Conselho Geral de Tours permitiu-lhe dedicar-se a tempo inteiro à construção de um forno solar com uma área de 4 m2, equipamento que apresentou à Académie des sciences em Outubro de 1875. Em 1877, uma subvenção do Conselho Geral de Argel permitiu-lhe construir, recorrendo aos mesmo princípios, um grande colector, com 20 m2, o qual recebeu uma medalha de ouro na Exposição Universal de 1878.
Em Agosto de 1882, aquando da festa da Union française de la jeunesse (União Francesa da Juventude), Abel Pifre utilizou um colector solar de Auguste Mouchot para accionar uma máquina a vapor que gerava a energia necessária para imprimir um jornal.
A França tinha então uma produção de carvão insuficiente para satisfazer as necessidades da sua indústria, o que justificava o interesse pelos inventos de Mouchot. O tratado de comércio franco-britânico de 1860 e a melhoria da rede feroviária facilitaram o aprovisionamento com carvão, acelerando o desenvolvimento industrial. Essas alterações levaram o governo francês a considerar o investimento em energia solar como não rentável e a cessar os financiamentos para a investigação de Mouchot.
Mouchot retornou ao ensino, mas não foi totalmente esquecido, recebendo o prémio do Institut de France em 1891 e em 1892. I

## Obras
- La Chaleur solaire et ses applications industrielles, Paris, Gauthier-Villars, 1869 ; 1879 ; A. Blanchard, Paris, 1980.[2].